# Apsines de Gadara
Apsines de Gadara (em grego clássico: Ἀψίνης ὁ Γαδαρεύς) foi um retor grego, que floresceu no século III.

## Biografia
Apsines nasceu em Gadara. Estudou em Esmirna e lecionou em Atenas, onde obteve grande respeitabilidade a ponto de ser nomeado cônsul pelo imperador Maximino Trácio (r. 235–238). Foi rival de Fronto de Emessa, e amigo de Filóstrato, autor de Vidas dos Sofistas, que elogia sua memória prodigiosa e sua retidão de caráter. Dois tratados retóricos de sua autoria ainda subsistem:
- Τέχνη ῥητορική (Arte de Retórica), um manual de retórica muito interpolado, uma parte considerável sendo tomada da Retórica de Longino e outro material de Hermógenes;[1]
- Περὶ ἐσχηματισμένων προβλημάτων (sobre Proposições mantidas figurativamente), um trabalho menor.[1]